# Parque nacional Isla Lagarto
Isla Lagarto es un parque nacional en Queensland (Australia), ubicado a 1624 km al noroeste de Brisbane.

## Datos
- Área: 9,90 km²
- Coordenadas: 14°40′08″S 145°27′34″E / -14.66889, 145.45944
- Fecha de Creación: 1939
- Administración: Servicio para la Vida Salvaje de Queensland
- Categoría IUCN: II

Véase también:
- Zonas protegidas de Queensland

- Datos: Q1641205
- Multimedia: Lizard Island National Park / Q1641205